# Dryanovo Heights
Dryanovo Heights är en bergstopp i Antarktis. Den ligger i Sydshetlandsöarna. Argentina, Chile och Storbritannien gör anspråk på området. Toppen på Dryanovo Heights är 253 meter över havet.
Terrängen runt Dryanovo Heights är kuperad söderut, men norrut är den platt. Havet är nära Dryanovo Heights åt sydväst. Trakten är glest befolkad. Närmaste befolkade plats är Maldonado Station, 7,0 kilometer nordost om Dryanovo Heights. 